# Orelská oblast
Orelská oblast, (rusky Орло́вская о́бласть) je oblastí Ruské federace. Administrativním centrem je město Orel.
Nachází se na jihozápadě Centrálního federálního okruhu. Hraničí na severu s Kalužskou a Tulskou, na západě s Brjanskou, na jihu s Kurskou a na východě s Lipeckou oblastí. Je jedním z nejmenších administrativních subjektů Ruské federace.

## Historie
Orelská oblast vznikla 27. září 1937.

## Oblastní symboly

### Vlajka
Vlajka Orelské oblasti je tvořena listem o poměru stran 2:3 se dvěma vodorovnými pruhy: červeným a lazurovým (blankytně modrým) s poměrem šířek 4:1. Uprostřed červeného pruhu je znak oblasti, jehož šířka je 1/4 délky listu.

## Geografie
Oblast leží ve středu Středoruské vysočiny, uvnitř stepí. 4800 km² pokrývá černozem, což jsou tři čtvrtiny celkové rozlohy černozemě vůbec.

## Obyvatelstvo
Počet obyvatel národnostních menšin (v tis., stav 2002):
- Rusové 820,0
- Ukrajinci 11,2
- Arméni 3,5
- Bělorusové 2,4
- Ázerbájdžánci 2,1
- Čečenci 1,6
- Tataři 1,4

Velká města (stav 2008):
- Orel 320 800
- Livny 51 100
- Mcensk 45 700
- Bolchov 12 400